# Ekklesiast
Gli Ekklesiast sono un gruppo musicale funeral doom metal/christian metal band russa.

## Storia del gruppo

### La storia
La band si forma nel 1994 a Velikij Novgorod in Russia, grazie ad Alexandr Senin (chitarrista del gruppo) e Artyom Dolina (bassista); in un momento successivo è entrato a far parte del gruppo Alex Alexandrov come batterista.
Dopo alcuni anni passati fra la composizione dei primi brani ed i festival live, gli Ekklesiast, nel 1998, riescono a realizzare il primo demo, intitolato Touch of Snowstorm. Questi primi nove brani permettono al terzetto russo di incominciare a farsi conoscere ed apprezzare anche al di fuori della loro realtà locale. Nello stesso periodo entra a far parte della band Alex Nekrasov (tastierista) chiamato a rivestire un ruolo importante all'interno del sound generale del gruppo, che cerca di raggiungere delle sonorità ricercate e personali.
Nel 1999 viene realizzato Oblivion. Live 1998-99 che, oltre a raccogliere molti brani live, annovera, all'interno della track list, anche il singolo Oblivion (registrato in studio). Nello stesso anno Nekrasov abbandona la band.
Il 5 maggio del 2001, dopo diversi turni di registrazione, gli Ekklesiast presentano il loro secondo LP autoprodotto When the Dead Boughs Will Awake from the Dreams, album dal sound più complesso e personale rispetto al primo demo Touch of Snowstorm.
Dopo il buon successo del disco e dopo alcuni mesi impiegati alla ricerca di un nuovo batterista, la band si dedica alla registrazione del nuovo materiale, sempre nella speranza di suscitare l'interesse di un'etichetta discografica. Nel 2005 la Solitude Production decide di pubblicare il nuovo lavoro della band Cold, che era precedentemente stato edito come autoproduzione.
Il disco ottiene un buon successo di pubblico e di critica, e permette agli Ekklesiast di varcare i confini della terra natia per raggiungere nuovi fan in diverse parti del mondo.

### Il sound
Il sound proposto dal gruppo è sostanzialmente un Funeral doom metal che annovera all'interno un complesso numero di influenze provenienti, soprattutto, dal black metal e dal death metal. Peculiarità è, certamente, la scelta delle tematiche dei testi, gli Ekklesiast, infatti, sono una delle poche band (benché il fenomeno sia in crescita) doom metal che si rifà a principi e tematiche tipicamente cristiane, tanto da essere comunemente inserita nella corrente  christian metal

## Formazione

### Formazione attuale
- Alexandr Senin - chitarra, voce
- Artyom Dolina - basso
- Ferki Vidishichi - batteria

### Ex componenti
- Alexei Alexandrov - batteria (1994-2002)
- Alexei Nekrasov - tastiere(1999-2000)

## Discografia
- 1998 - Touch of Snowstorm demo
- 1999 - Oblivion. Live 1998-99
- 2001 - When the Dead Boughs Will Awake from the Dreams
- 2004 - Cold